# Nyctimene major
Nyctimene major é uma espécie de morcego da família Pteropodidae. Pode ser encontrada na Papua-Nova Guiné e Ilhas Salomão.